# اسکیلد ابسن
اسکیلد ابسن (به دانمارکی: Eskild Ebbesen) ورزشکار مرد رشتهٔ روئینگ اهل کشور دانمارک است. وی در بین سال‌های ‎۱۹۹۶ تا ۲۰۱۲ میلادی در مسابقات بازی‌های المپیک تابستانی در مجموع ۵ مدال، شامل ۳ مدال طلا و ۲ برنز را کسب کرد.